# Cantó de Saint-Amand-Montrond
El cantó de Saint-Amand-Montrond és un cantó francès del departament del Cher, situat al districte de Saint-Amand-Montrond. Té 13 municipis i el cap és Saint-Amand-Montrond.

## Municipis
- Bouzais
- Bruère-Allichamps
- La Celle
- Colombiers
- Drevant
- Farges-Allichamps
- La Groutte
- Marçais
- Meillant
- Nozières
- Orcenais
- Orval
- Saint-Amand-Montrond

## Història
| Data d'elecció                           | Identitat        | Partit                           | Qualitat |
| ---------------------------------------- | ---------------- | -------------------------------- | -------- |
| 1945-1949                                | Pierre Jobleau   | PCF                              |          |
| 1949-1961                                | René Sadrin      | Divers droite                    |          |
| 1961-1979                                | Jean-Marie Duron | Centrista, després Divers droite |          |
| 1979-1992                                | Pierre Gourier   | Divers droite                    |          |
| 1992-2007                                | Serge Vinçon     | RPR                              |          |
| 2007-                                    | Patrick Trompeau | Divers droite                    |          |
| les dades anteriors no són pas conegudes |                  |                                  |          |
|                                          |                  |                                  |          |

## Demografia
| A partir de 1990: Població sense dobles comptes |